# Cucina di San Paolo

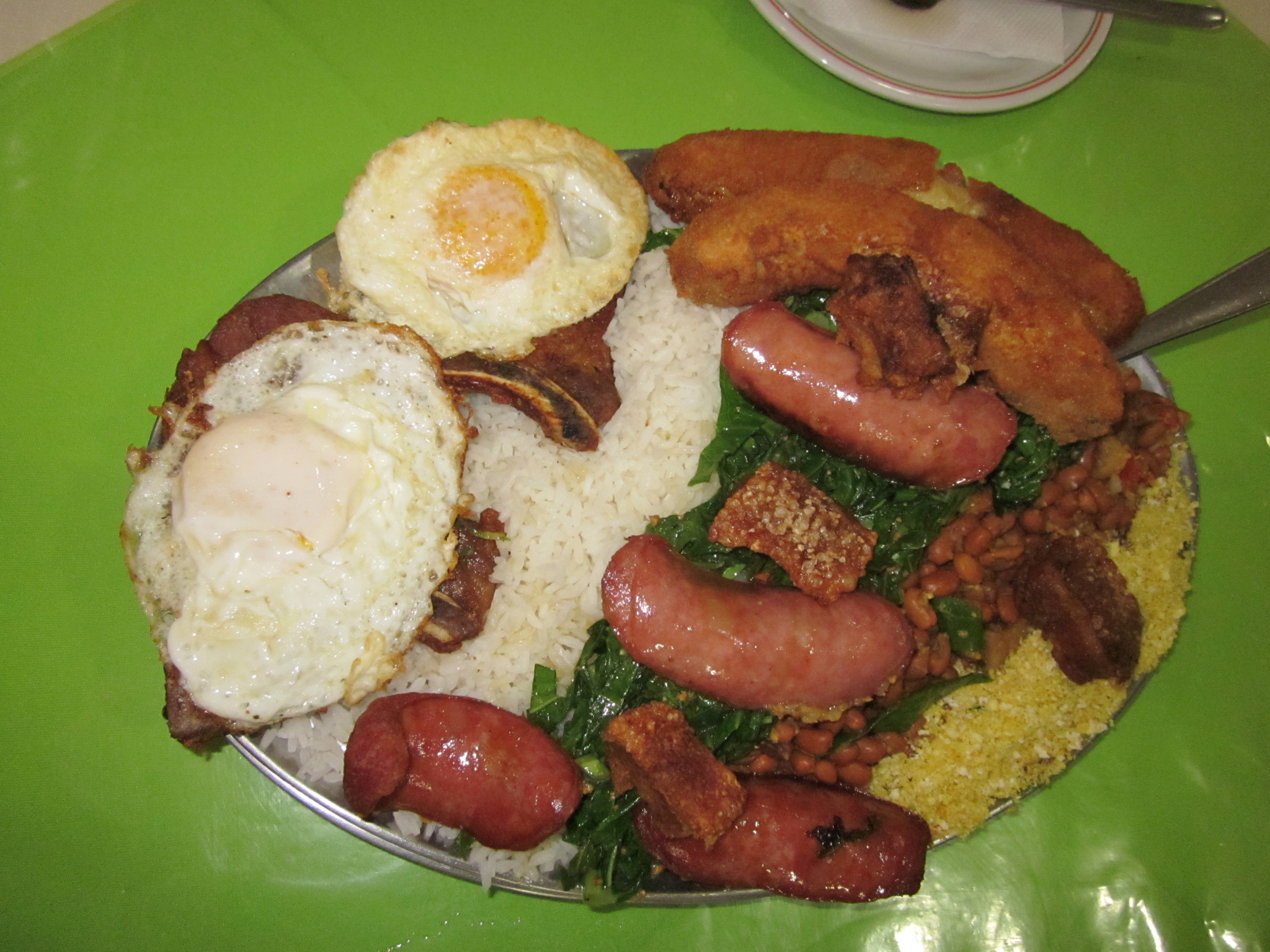
Virado alla paulista

La cucina di San Paolo è la cucina della regione di San Paolo, stato del Brasile che si è sviluppata principalmente durante il periodo di insediamento della capitale tra il XVI e il XVII secolo.
I piatti sono composti da prodotti facilmente reperibili in loco, come grano e miglio.
Durante la colonizzazione, i bandeirantes si sono adattati alle abitudini degli indios, per ragioni di sopravvivenza. La farina di manioca faceva già parte della dieta, perché resisteva a lunghe spedizioni.
Anche le regioni dello stato hanno costumi diversi. Nel litorale, sono presenti gli elementi della cultura portoghese, come i biscotti e gli stufati, in maniera predominante. Nell'entroterra, la cucina ha più tracce della tradizione dei tropeiros e i piatti comprendono fritti a base di manioca e fagioli.
Tra i piatti popolari, c'è il virado alla paulista, il bauru e, nella capitale, lo spuntino della mortadella.